# تقدير الجرعات
تقدير الجرعات أو تقدير الجرعة (بالإنجليزية: Dosage)‏ هو مصطلحٌ في علم الأدوية يُشير النظام الموصوف لإعطاء دواءٍ أو مادة، وتتضمن الكميَّة والتكرار ومدة الاستخدام. يختلف هذا المصطلح عن الجرعة (بالإنجليزية: Dose)‏ والذي يشير إلى كميةٍ واحدةٍ محددةٍ من الدواء أو المادة المُعطاة في وقتٍ واحد. يتضمن «تقدير الجرعات» عادةً معلوماتٍ عن عددها والفواصل الزمنيَّة بين الإعطاء الدوائي وفترة العلاج الإجماليَّة. يمكن مثلًا أن يكون «تقدير الجرعات» على شكل «200 ملغم مرتين يوميًا لمدة أسبوعين»، حيث تمثل «200 ملغم» الجرعة الفرديَّة، والتكرار «مرتين يوميًا»، ومدة العلاج «أسبوعين».
يُعرفها «القاموس الطبي العربي» بأنها تقسيمٌ وتنظيمٌ للجرعات، ويُعرفها «معجم أكاديميا» بأنها تعيين مقادير الجرعات وتنظيم أوقات تعاطيها. كما يُعرفها «معجم الكيمياء والصيدلة» الصادر عن مجمع اللغة العربية بالقاهرة بأنها تحديد القدر الملائم للمريض من الدواء